# 大関真
大関 真（おおぜき まこと、1977年8月30日 - ）は、日本の舞台俳優、演出家、脚本家、声優、ナレーター。埼玉県出身。劇団スーパー・エキセントリック・シアター所属。2017年より、運営会社の株式会社スーパー・エキセントリック・シアターの代表取締役社長に就任した。
身長172cm。体重62kg。血液型はO型。

## 出演

### 映画
- メゾン・ド・ヒミコ（2005年）
- 世界のどこにでもある、場所（2011年） - 阪口静夫

### テレビドラマ
NHK
- 麻婆豆腐の女房 第3話（2003年）
- ハゲタカ ROAD TO REBIRTH 第1話（2007年） - 後藤 役
- 出社が楽しい経済学（2009年） - 郷田剛 役
  - 第1シリーズ
  - 第2シリーズ
- 龍馬伝 第20・25話（2010年）
- 江〜姫たちの戦国〜 第5・6話（2011年） - 明智光秀の家臣 役
- 恋愛検定 第4話（2012年）

日本テレビ
- 光とともに…-自閉症児を抱えて- 第1話（2004年）
- ハケンの品格 第5話（2007年）
- シェアハウスの恋人 第8話（2013年）

TBS
- 嫁はミツボシ。 第1話（2001年）
- スイーツドリーム 第9話（2006年）

フジテレビ
- 愛のソレア 第35話（2004年）
- 土曜プレミアム
  - 「奇跡の動物園〜旭山動物園物語〜」（2006年）
- コード・ブルー -ドクターヘリ緊急救命- 第8話（2008年）
- Xmasの奇蹟（2009年）
- 霧に棲む悪魔 第16話（2011年）
- 金曜プレステージ
  - 「女医・倉石祥子 1」（2012年）
- 37歳で医者になった僕〜研修医純情物語〜 第6話（2012年）
- 鍵のかかった部屋 第8話（2012年）
- 世にも奇妙な物語 2012年 秋の特別編（2012年） - ワタナベヒロシ 役
- HERO 第1話（2014年）

テレビ朝日
- スカイハイ 第7話（2003年）
- 交渉人〜THE NEGOTIATOR〜 2 第6話（2009年） - 柳 役
- 相棒ten 第2話（2010年） - 南真 役
- 遺留捜査 2 第2話（2012年）
- 警視庁捜査一課9係 第3話（2013年） - 伊藤 役

### テレビ番組
- ウッチャンナンチャンのウリナリ!!
- 日本語なるほど塾（2005年）
- 夜は胸きゅん（2007年） - 主演：高橋 役
- おもいッきりイイ!!テレビ（2008年）
- モンキーパーマ（2013年 - 2015年） - 佛知自棄（ぶっちゃけ） 役

### Vシネマ
- 実録日本ヤクザ抗争史 鯨道5 侠骨（2001年）

### 舞台
- バイオロイド零年（2000年）※デビュー作[1]
- 迷子の天使たち（2001年）
- SANADA（2001年 - 2002年）
- こころのうた（2004年）
- GO NOW（2005年）
- ポスト君ブルース（2006年）
- 劇団K助公演
  - 部屋と僕と弟のはなし（2006年） - 出演、脚本
  - HOME SWEET HOME（2006年）
  - 君がくれたオレンジ色の嘘（2007年）
  - スクエアなヒトビト（2008年）
  - ステージ（2008年）
  - ナリスマス（2008年）
- ジェネレーションギャップ「NO BORDER」（2007年） - 演出
- ロックンロールファイヤー（2007年）
- 花火、舞い散る（2007年） - 前園陽一 役
- あらん はらん しらん（2009年）
- 伊東四朗一座・熱海五郎一座
  - 合同公演「日本映画頂上決戦 〜銀幕の掟をぶっとばせ!〜」（2009年）
  - 三宅裕司生誕60周年記念「こんにちわ赤ちゃん」（2011年）
- 日本劇団協議会主催 創作劇奨励公演「バラシ」（2010年）
- 世界のどこにでもある、場所（2010年） - 演出
- 『ゼツボー荘』より愛を込めて（2011年）
- じいちゃんのドロップキック（2011年） - 出演、演出
- 大関真 大竹浩一 2人芝居 思い出すのはマリの事（2012年）
- ワルイオンナ（2012年） - 演出
- ONE LOVE（2012年）
- 逆転裁判 〜逆転のスポットライト〜（2013年） - 演出
- ほめんな ほれんな とめんな（2014年）
- 部屋と僕と弟のはなし（2014年） - 出演、演出
- 小倉久寛ひとり立ち公演「のるかそるか」（2014年） - 演出
- ディストピア西遊記（2015年）
- 幻の城 〜戦国の美しき狂気〜（2015年） - 演出
- 暁のヨナ〜緋色の宿命編〜（2018年） - 演出
- 暁のヨナ〜烽火の祈り編〜（2019年） - 演出
- 劇団スーパー・エキセントリック・シアター公演多数

### CM
- カネボウ ジェイク（2002年） - ナレーション
- ガテン（2003年） - ナレーション
- 千葉銀行（2004年） - ナレーション
- ローソン ごはん亭（2005年）
- ナムコ BASEBALL LIVE（2005年）
- NICOSカード（2005年）
- 花王 クリアクリーン（2005年）
- ブリヂストン ミスタータイヤマン（2006年）
- スクラッチ（2006年）
- マルハン（2006年）
- ゼクシィ（2007年）
- 大正漢方胃腸薬（2010年）
- フィールズ モバスロ・エヴァンゲリオン
- ヤクルト本社 タフマン（2011年） - サラリーマン 役
- ヒロセ通商 LION FX（2012年）
- 東芝エレベータ 東京スカイツリー（2012年）

### PV
- ポルノグラフィティ ジョバイロ（2006年）

### VP
- 麒麟麦酒 チューハイ（2001年）
- みずほ銀行店内ビデオ（2008年 - ）

### ラジオ
- トッシー・ほったまの「ばかだなぁ〜♪って言われたい」 第58回

### ラジオドラマ
- FMシアター リトルプリンセス2号（2006年）
- DoCoMo MIDNIGHT ON THE PLANET
- THE FANTASTIC HOTEL 〜Mito Plaza Hotel One Dozen Wonders（2007年）
  - 第2話
  - 第5・6話 - 坂田聡 役

### デジタルコミック
- VOMIC 家庭教師ヒットマンREBORN!（2010年、加藤ジュリー）

## 脚本作品
- 出社が楽しい経済学 第2シリーズ（2009年）

## 演出作品
- イケメン王子 美女と野獣の最後の恋 THE STAGE Beast Leon（2020年）
- 「魔入りました！入間くん」THE STAGE（2023年）